# Us (álbum de Peter Gabriel)
Us, es el sexto álbum como solista del cantautor británico Peter Gabriel y el segundo en tener un nombre propio. Lanzado el 28 de septiembre de 1992, fue producido por Daniel Lanois y Peter Gabriel. El álbum es el primero luego de su exitosísimo "So" y luego de que Gabriel se dedicara a la música de la película "La última tentación de Cristo" de Martin Scorsese, que apareciera como el álbum Passion. Gabriel se enfocó en temas personales para la composición del material del disco, incluyendo su divorcio a fines de los 1980s, su relación con la actriz Rosanna Arquette, y la creciente distancia entre él y su primera hija.

## Lista de canciones
Todas las canciones compuestas por Peter Gabriel
| N.º | Título                                  | Duración |  |
| 1.  | «Come Talk to Me» (Con Sinéad O'Connor) | 7:06     |  |
| 2.  | «Love to Be Loved»                      | 5:18     |  |
| 3.  | «Blood of Eden» (Con Sinéad O'Connor)   | 6:38     |  |
| 4.  | «Steam»                                 | 6:03     |  |
| 5.  | «Only Us»                               | 6:30     |  |
| 6.  | «Washing of the Water»                  | 3:52     |  |
| 7.  | «Digging in the Dirt»                   | 5:18     |  |
| 8.  | «Fourteen Black Paintings»              | 4:38     |  |
| 9.  | «Kiss That Frog»                        | 5:20     |  |
| 10. | «Secret World»                          | 7:03     |  |